# Józef Bobek
Józef Bobek (ur. 1936, zm. 2 maja 2021) – polski ekonomista, dr hab.

## Życiorys
Obronił pracę doktorską, następnie uzyskał stopień doktora habilitowanego. Został zatrudniony na stanowisku profesora w Wyższej Szkole Handlowej im. Bolesława Markowskiego w Kielcach, w Katedrze Ekonomii na Wydziale Zarządzania i Finansów Wyższej Szkole Handlu i Prawa im. Ryszarda Łazarskiego w Warszawie, oraz w Instytucie Ekonomii i Administracji na Wydziale Zarządzania i Administracji Uniwersytetu Jana Kochanowskiego w Kielcach.
Zmarł 2 maja 2021.